# Serianthes calycina
Serianthes calycina är en ärtväxtart som beskrevs av George Bentham. Serianthes calycina ingår i släktet Serianthes och familjen ärtväxter. Inga underarter finns listade i Catalogue of Life.